# Ioxynil
Ioxynil ist ein Wirkstoff zum Pflanzenschutz und eine chemische Verbindung aus der Gruppe der substituierten Phenole, Nitrile und organischen Iodverbindungen.

## Darstellung
Ioxynil kann durch Reaktion von 4-Hydroxybenzaldehyd mit Iod und anschließende Reaktion mit Hydroxylamin und Essigsäureanhydrid oder direkt durch Reaktion von 4-Hydroxybenzonitril mit Iod gewonnen werden.

## Eigenschaften
Ioxynil ist ein brennbarer lichtempfindlicher farbloser Feststoff mit schwach phenolartigem Geruch, welcher praktisch unlöslich in Wasser ist. Er zerfällt unter UV-Licht. Sein Octanoat (4-Cyan-2,6-diiodphenyloctanoat, C15H16I2NO2) ist ebenfalls ein farbloser Feststoff, der praktisch unlöslich in Wasser ist und unter alkalischen Bedingungen zu Ioxynil hydrolysiert. Das Natriumsalz von Ioxynil ist leicht löslich in Wasser.

## Verwendung
Ioxynil wird wie sein Verwandter Bromoxynil als Wirkstoff in Pflanzenschutzmitteln verwendet. Es wurde durch die Firmen May & Baker Ltd. und Amchem Products Inc. entwickelt und 1963 erstmals in der Literatur beschrieben. Es wird oft mit anderen Herbiziden kombiniert eingesetzt und unter den Handelsnamen Actril, Actrilawn, Bentrol, Belgran, Certrol, Cipotril, Dantril, Iotox, Iotril, Oxytril, Sanoxynil, Totril, Toxynil und Trevespan vertrieben. Die Wirkung beruht unter anderem auf der Hemmung der Hill-Reaktion und der Entkopplung der oxidativen Phosphorylierung.

## Zulassung
In den Staaten der EU ist Ioxynil nicht als Wirkstoff in Pflanzenschutzmitteln zugelassen, folglich ist in Deutschland und Österreich kein Produkt mit diesem Wirkstoff im Handel. Auch in der Schweiz sind keine Pflanzenschutzmittel mit diesem Wirkstoff zugelassen.

## Externe Links zu erwähnten Verbindungen
1. ↑  Externe Identifikatoren von bzw. Datenbank-Links zu 4-Hydroxybenzonitril:  CAS-Nr.: 767-00-0, EG-Nr.: 212-175-2, ECHA-InfoCard: 100.011.068, PubChem: 13019, ChemSpider: 12478, Wikidata: Q27117923.